# عبد الرسول الموسى
الأستاذ الدكتور عبد الرسول علي سليمان الموسى (15 أغسطس 1943 – 12 أغسطس 2022) أكاديمي وباحث كويتي، وأستاذ في قسم الجغرافيا بجامعة الكويت. يُعد من أوائل الكويتيين الحاصلين على درجة الدكتوراه في الجغرافيا الاجتماعية من جامعة لندن، وله إنتاج علمي واسع باللغتين العربية والإنجليزية، وإسهامات بارزة في قضايا القوى العاملة والهجرة والسياسات السكانية في الخليج العربي. عُرف بنشاطه الأكاديمي والبحثي وشارك في عدد كبير من اللجان الجامعية والفعاليات العلمية داخل الكويت وخارجها.

## المولد والتعليم
ولد في الكويت بتاريخ 15 أغسطس 1943.حصل على درجة البكالوريوس في الجغرافيا من جامعة عين شمس في مصر،ثم واصل دراسته العليا في المملكة المتحدة، حيث حصل على إجازة استثنائية من لجنة الإشراف في كلية الدراسات الشرقية والأفريقية (SOAS) بجامعة لندن للانتقال مباشرة من الماجستير إلى الدكتوراه. نال الدكتوراه عام 1976 عن أطروحته الموسومة: Bedouin Shanty Settlements in Kuwait: A Study in Social Geography.

## المسيرة الأكاديمية
- مدرس في جامعة الكويت (1976–1981)
- أستاذ مساعد (1981–1988)
- أستاذ دكتور (1988–2018)

## عضوية الهيئات العلمية
- رئيس تحرير مجلة الباحث – جامعة الكويت (1986–1989)
- عضو هيئة تحرير مجلة دراسات الخليج والجزيرة العربية – الكويت (1988–1992)
- رئيس تحرير مجلة التعريب – جامعة الكويت (1989–1993)
- عضو هيئة تحرير مجلة العلوم الاجتماعية (1997–2022)
- عضو الجمعية الجغرافية البريطانية
- عضو جمعية حماية البيئة
- عضو الجمعية الكويتية لخريجي بريطانيا (K.A.B.A)

## الخبرات العلمية
- الباحث الرئيسي والمشرف على مشروع بحث تأثير الغزو العراقي على القوى العاملة الكويتية بالتعاون مع الأستاذ كيث ماكلاكلن – جامعة لندن (1993–1996)
- رئيس فريق بحث الدراسات السكانية – المجلس الاستشاري لسمو الأمير (1993)
- عضو لجنة البحث في التعاون بين المدرسة والمجتمع – وزارة التربية (1993)
- عضو لجنة السياسة السكانية – وزارة التخطيط (1992)
- الباحث الرئيسي والمشرف على مشروع بحث القوى العاملة الوافدة في الكويت (1985)
- رئيس فريق العمل للدراسات الاجتماعية لخطة المخطط الهيكلي المعدلة للكويت – كولن بيوكانن وشركاه (1983)
- المشرف الرئيس على دراسة مشكلة الإسكان في الكويت – مؤسسة الكويت للتقدم العلمي (1982)
- عضو الفريق الكويتي المقابل لفريق كولن بيوكانن وشركاه لوضع المخطط الهيكلي لدولة الكويت (1969–1972)

## الإنتاج العلمي

### كتب
- بين مدينتين: رؤية جغرافية – دار العلوم العربية للطباعة والنشر، بيروت (2014)
- التنمية في القفص – دار الفكر، دمشق (2008)
- المكان، علم الجغرافيا وفلسفتها: التحليل المكاني – دار الفكر، دمشق (2009)
- القوى العاملة والسياسة السكانية – رابطة الاجتماعيين، الكويت (1996)
- الانتخاب والترشيح في النظام البرلماني في الكويت – الكويت (1998)
- التنمية والتخطيط العمراني في الكويت 1952–1980 – كاظمة للنشر والتوزيع والترجمة، الكويت (1981)
- الإسكان ومفهوم التخطيط الإسكاني – مكتبة الأنجلو المصرية، القاهرة (1988)
- الكويت: مجتمع النخبة المترفة، الواقع والوهم (بالاشتراك مع كيث ماكلاكلن) – دار الساقي، لندن (2000)
- Immigrant Labor in Kuwait (بالاشتراك مع K.S. McLachlan) – لندن (1985)

### أبحاث ومقالات علمية
- الوظيفة كأحد إفرازات التحضر في الكويت – مجلة العلوم الاجتماعية، المجلد السادس، العدد الأول، ربيع 1988، الكويت
- Factors Affecting Residency of Immigrant Workers in Kuwait – Journal of the Social Sciences، V.2، No.2، أكتوبر 1987، الكويت
- Stability of the Foreign Labour Force in Kuwait – The Arab Gulf Journal، V.6، No.1، لندن، 1986
- Kuwait Changing Environment: A Geographical Perspective – British Society for Middle Eastern Studies، V.11، No.1، لندن، 1984
- Wage Pattern among the Foreign Labour Force in Kuwait (بالاشتراك مع K.S. McLachlan) – The Arab Gulf Journal، V.6، No.2، 1982
- التغيرات الاجتماعية والإسكان ودور التخطيط في مواجهة هذه التغيرات: النموذج الكويتي – مجلة دراسات الجامعة الأردنية، المجلد الثامن، يونيو 1981
- مفهوم الخدمات الترفيهية، مواقعها: النموذج الكويتي – مجلة العلوم الإنسانية، المجلد الأول، العدد الأول، الكويت، 1981
- Non-Arab Immigration to Kuwait with Special Reference to Asian Immigrants – Journal of the Social Sciences، V.8، No.4، يناير 1981
- الخصائص الاجتماعية والاقتصادية للمهاجرين إلى الكويت: دراسة في الجغرافية الاجتماعية (بالاشتراك مع الدكتور مكي عزيز) – وكالة المطبوعات، الكويت، 1981

### بحوث مقدمة لمؤتمرات
- الدولة والمجتمع المدني – تجربة دولة الكويت، مؤتمر الملتقى الثقافي والاجتماعي الخامس لجمعيات وروابط الاجتماعيين بدول مجلس التعاون الخليجي، الكويت، 1998
- تحليل المناطق الاجتماعية – دراسة تطبيقية للجغرافية الاجتماعية لمنطقة حولي – أراباما، فرنسا، 1989
- Construction Migrants in Kuwait – ورقة عمل أعدت للـ ILO، ضمن: Social and Labour Issues Concerning Migrants Workers in the Construction Industry، ILO، 1994

### بحوث غير منشورة
- تأثير التغيرات الجغرافية على البنية الاجتماعية للسكان
- الخدمات الترفيهية – نموذج منطقة الخيران
- التحضر ودور البدو في البناء الاجتماعي في الكويت، في تراث البادية – مؤسسة الكويت للتقدم العلمي، الكويت، 1986
- سياسة الإسكان في الكويت – المعهد العربي للتخطيط، الكويت، 1994
- أثر الهجرة على التحضر في الكويت – 1995

## المؤتمرات
- أستاذ زائر – جامعة لندن، كلية الدراسات الشرقية والأفريقية (1989–1991)
- مؤتمر استراتيجيات التنمية في دول الخليج العربي – اكستر، بريطانيا (1979)
- مؤتمر دور البلديات في تنمية المدينة العربية – المنستير، تونس (1979)
- مؤتمر الإسكان في الدول العربية – منظمة المدن العربية، قطر (1980)
- مؤتمر إستراتيجية التوزيع الجغرافي للسكان والتنمية – جامعة الكويت (1980)
- مؤتمر إحياء تراث البادية – بيت السدو، الكويت (1986)
- مؤتمر التحضر والتنمية في العالم العربي المعاصر – المؤتمر السنوي – جامعة لندن (1986)
- مؤتمر النفط والتغيرات الاجتماعية في الكويت – رابطة الاجتماعيين، الكويت (1988)
- مؤتمر الإدارة والبحث والتنمية – المعهد العالمي للإدارة – جنيف، سويسرا (1988)
- مؤتمر وزراء التربية العرب – دمشق (1989)
- مؤتمر العولمة: فرص وتحديات التنمية – الكويت (1997)
- الملتقى الاجتماعي الثقافي الخامس لجمعيات وروابط الاجتماعيين في دول مجلس التعاون الخليجي – الكويت (1998)
- مؤتمر مواجهات تحديات تحويل التنمية – بيروت (2010)
- إجازة تفرغ 2012–2013 لإعداد دراسة ظهرت في كتاب بعنوان بين مدينتين: رؤية جغرافية

## النشاط الأكاديمي في جامعة الكويت

### على مستوى القسم
- لجنة التخطيط والتطوير (1992–1998، 2000–2003)
- لجنة الدراسات العليا (1982–1988)
- اللجنة الأكاديمية (1984–1988)
- لجنة التعيينات (1985، 1986، 1989، 1994)
- لجنة الترقيات (1992–1994)
- مقرر لجنة التخطيط والتطوير (2000-2001)
- عضو لجنة المكتبات (2000–2001)
- عضو لجنة الترقيات (2001-2002)
- عضو لجنة التعيينات (2002-2003)
- مقرر لجنة التطوير والتخطيط (2002-2003)
- عضو اللجنة الثقافية (2002-2003)

### على مستوى الكلية
- العميد المساعد للشؤون الأكاديمية والاستشارات والتدريب – كلية الآداب (1993–1998)
- العميد المساعد للشؤون الإدارية والمالية – كلية الآداب (1980–1981)
- رئيس لجنة التخطيط والتطوير (1980–1981، 1992–1998)
- رئيس لجنة الترقيات (1986–1987)
- رئيس اللجنة الأكاديمية (1993–1998)
- رئيس لجنة الاستشارات والتدريب (1993–1998)
- رئيس اللجنة الثقافية (1993–1998)
- لجنة تطوير الخطط الدراسية والخطة الخمسية ( 2001-2002) ووضع الكلية المستقبلي (2000)
- عضو لجنة الترقيات – قسم الاجتماع والخدمة الاجتماعية (2000)
- عضو لجنة الترقيات – قسم العلوم السياسية (2001)
- عضو مجلس الكلية ( 1979-1981 , 1993-1998)
- عضو لجنة التخطيط والتطوير (2000-2001)
- عجو لجنة الترقيات

### على مستوى الجامعة
- رئيس لجنة التأليف والترجمة والنشر (1989–1993)
- رئيس لجنة التعريب (1989–1993)
- رئيس لجنة اختيار رئيس قسم اللغة الإنجليزية وآدابها (1989)
- رئيس لجنة اختيار رئيس قسم التاريخ (1993)
- رئيس لجنة اختيار رئيس قسم الاقتصاد (1997)
- رئيس لجنة تقييم أداء رئيس قسم اللغة الإنجليزية وآدابها (1997)
- رئيس لجنة تقييم أداء رئيس قسم اللغة العربية وآدابها (1997)
- رئيس لجنة تقييم أداء رئيس قسم الاجتماع والخدمة الاجتماعية (1997)
- رئيس لجنة إعادة النظر في نظام الترقيات (1995)
- رئيس لجنة دراسة إدخال مقرر أخلاقيات المهنة في صحائف التخرج للأقسام العلمية في الجامعة (1995)
- رئيس لجنة نظام قبول طلبة المدارس الإنجليزية في الجامعة (1995)
- عضو لجنة جوائز الباحثين المتميزين (1994)
- عضو لجنة تمويل البحوث (1986–1988)
- عضو لجنة الدراسات العليا (1994–1995)
- عضو لجنة تقييم نظام الترقيات (1996)
- مساعد نائب مدير الجامعة للأبحاث (1986–1989)
- عضو لجنة البحث في اختيار رئيس قسم المناهج وطرق التدريس – كلية التربية (2000)
- عضو لجنة البحث في اختيار رئيس قسم الفلسفة – كلية الآداب (2002)
- مقرر لجنة الجوائز التقديرية للتدريس المتميز – كلية العلوم الاجتماعية (2002)
- عضو لجنة الجوائز التقديرية للباحث المتميز – كلية الآداب (2002)
- عضو لجنة اختيار رئيس قسم المعلومات والمكتبات – كلية العلوم الاجتماعية (2009)
- عضو لجنة اختيار رئيس قسم القانون الخاص – كلية الحقوق (2010)
- عضو لجنة اختيار رئيس قسم العلوم السياسية – كلية العلوم الاجتماعية

## المقابلات والمشاركات الإعلامية
شارك في برنامج المائدة المستديرة على إذاعة الكويت، في حلقة ناقشت قضية الهجرة وتأثيراتها الاجتماعية والاقتصادية. أدار الحلقة الدكتور عبد الله النفيسي، وشارك فيها الدكتور عبدالرسول الموسى بتحليل علمي مبني على خبرته في قضايا القوى العاملة والهجرة.

## الوفاة
توفي الأستاذ الدكتور عبد الرسول علي سليمان الموسى يوم الجمعة الموافق 12 أغسطس 2022، عن عمر ناهز 79 عامًا.
جاء إعلان وفاته عبر بيان رسمي من جامعة الكويت، التي نعته عبر حسابها على منصة X، مشيدةً بإرثه الأكاديمي الرائد ومساهماته في مجالات الجغرافيا البشرية والتخطيط العمراني والسياسات السكانية.
كما نُشرت عدة بيانات نعي من جهات أكاديمية واجتماعية على مواقع التواصل الاجتماعي، أبرزها عبر إنستغرام من خلال منصة مسار التنمية التي تشرف على أرشفة أعماله ومقالاته.